# Metropol (radioprogram)
Metropol var ett radioprogram som leddes av Niklas Levy och Ingvar Storm under perioden 3 september 1982–20 december 1991. För många i en viss ålder var programmet den "officiella" starten på helgen.
Programmet sändes i Sveriges Radio P3 på fredagskvällar mellan 18:00-21:00 (från starten) via 18:00-20:00 1987 till 17:00-20:00 under de sista åren. Det sände från radiohusets studio 13. I regel hade programmet omkring 1,5 miljoner lyssnare.
Programmet var ursprungligen en del i satsningen "Radio 69" där Sveriges Radio ville nå yngre lyssnare.
Metropol var främst ett musikprogram där det mestadels spelades de senaste hitsen som blandades med äldre hits. Programmet hade också flera fasta prat-inslag, recensioner av skivor och filmer, lyssnartävlingar och sketcher, de senare ofta med Peter Dalle och Pontus Enhörning.  Signaturmelodin som inledde programmet skrevs av Adolphson & Falk.
Vid några tillfällen sändes programmet inför levande publik från olika konsert- eller nöjeslokaler på olika platser runt om i landet.
Programmet fick Expressens radiopris 1984.
Det sista programmet sändes den 20 december 1991, det var en helaftonssändning. En av anledningarna till att Metropol lades ner var att det enligt kanalens musikchef var ett "80-talspräglat program".
Under 2020-talet har förkortade versioner av programmet återutsänts i P4 Plus.

## Stående inslag i Metropol

### Göte Johansson
Göte var en fiktiv figur som på ett pretentiöst sätt rapporterade om vad som hände i sin omgivning, något som ofta speglade aktuella händelser och företeelser. 

### Spanarna
I "Spanarna" fick en panel med kändisar diskutera trender. Bland dessa kändisar kan nämnas Jacob Dahlin, Jonas Hallberg, Jonas Gardell och Helena von Zweigbergk. Spanarna blev senare ett eget program och sänds fortfarande på P1.

### Flip eller flopp
Flipp eller flopp gick ut på att en panel bestående av tre personer, oftast en artist, en musikproducent och en lyssnare fick lyssna på nya låtar och de skulle sedan rösta om de trodde att låten skulle bli en hit (flipp) eller inte (flopp). 
Flipp eller flopp startade i radioprogrammet "Midnight Hour, med flipp eller flopp", som sändes i P3 i slutet av 60-talet med start lördagar 24:00, och som leddes av bland andra Åke Strömmer. 
Programidén har senare kopierats flitigt inom såväl radio som tv, ofta med samma namn. Flipp eller flopp, såväl koncept som namn, användes till exempel 2015 i programmet PP3 på Sveriges Radio P3.

### Bums
Bums var en tävling där en inringande lyssnare under 60 sekunder skulle prata med programledarna utan att säga orden "ja", "nej" eller "vet inte".

## Samlingsskivor
Sveriges Radio gav 1991 en CD, Smått Och Gott Ur 1000 Timmar / Metropol 1982 - 1991 (Bäst I Radio), där inslag från Spanarna, Göte Johansson, jinglar, signaturer och sketcher blandades med musik som återkommande spelats i programmet.
1993 gav Columbia ut två musikalbum som samlade hits från åren: Det första, En Epok I Radion - Metropol - 1982-1991 var en dubbel-CD med en medföljande minnesskrift om programmet och det andra, More Metropol - Hits I Urval Av Ingvar Storm Och Niklas Levy, var en enkel-CD. Den senare såldes endast av TV-Shop.

### Fotnoter
1. ↑  ”Svensk mediedatabas”. http://smdb.kb.se/catalog/search?q=Metropol+typ%3Aradio&sort=OLDEST. Läst 16 april 2011.
2. 1 2  Sveriges Radio. ”Metropol - P4 Plus”. www.sverigesradio.se. https://www.sverigesradio.se/grupp/41640. Läst 23 juli 2025.
3. 1 2  ”Arkivet - DN.se”. arkivet.dn.se. 4 september 1982. https://arkivet.dn.se/tidning/1982-08-04/11174-208/9?q=metropol%20lyssnar. Läst 23 juli 2025.
4. ↑  ”Arkivet - DN.se”. arkivet.dn.se. 13 november 1987. https://arkivet.dn.se/tidning/1987-11-13/308/63?q=metropol%20lyssnare. Läst 23 juli 2025.
5. 1 2  ”Arkivet - DN.se”. arkivet.dn.se. 14 september 1991. https://arkivet.dn.se/tidning/1991-09-14/250/20?q=metropol%20lyssnare. Läst 23 juli 2025.
6. 1 2  ”Radio - Metropol”. www.retrogalaxen.se. https://www.retrogalaxen.se/Radio%20-%20Metropol.html. Läst 24 juli 2025.
7. ↑  "Vi får en hit varje år" Arkiverad 29 december 2021 hämtat från the Wayback Machine. Piteå-Tidningen 30 november 2018
8. ↑  ”Levy och Storm i nytt program om kultradioprogrammet Metropol”. News Powered by Cision. 1 december 2011. https://news.cision.com/se/p4-sveriges-radio/r/levy-och-storm-i-nytt-program-om-kultradioprogrammet-metropol,c9194865. Läst 23 juli 2025.
9. ↑  ”Various - Smått Och Gott Ur 1000 Timmar / Metropol 1982 - 1991 (Bäst I Radio)” (på engelska). 24 juli 1991. https://www.discogs.com/release/2917918-Various-Sm%C3%A5tt-Och-Gott-Ur-1000-Timmar-Metropol-1982-1991-B%C3%A4st-I-Radio. Läst 14 juli 2025.
10. ↑  ”Various - En Epok I Radion - Metropol - 1982-1991” (på engelska). 24 juli 1993. https://www.discogs.com/release/6566013-Various-En-Epok-I-Radion-Metropol-1982-1991. Läst 14 juli 2025.
11. ↑  ”Various - More Metropol - Hits I Urval Av Ingvar Storm Och Niklas Levy” (på engelska). 24 juli 1993. https://www.discogs.com/release/4497835-Various-More-Metropol-Hits-I-Urval-Av-Ingvar-Storm-Och-Niklas-Levy. Läst 14 juli 2025.